# Against Our Will
Against Our Will: Men, Women and Rape (« Contre notre gré : les hommes, les femmes et le viol ») est un ouvrage de Susan Brownmiller sur le viol, paru en 1975 ; elle y développe l'idée que le viol est « un procédé conscient d'intimidation par lequel tous les hommes maintiennent toutes les femmes dans un état de crainte ».

## Résumé
Brownmiller critique des auteurs comme Richard von Krafft-Ebing, Sigmund Freud, Karl Marx et Friedrich Engels car elle considère qu'ils ont survolé la question du viol, qu'elle définit comme « un procédé conscient d'intimidation par lequel tous les hommes maintiennent toutes les femmes dans un état de crainte ». Elle écrit qu'à sa connaissance, aucun zoologue n'a jamais observé de viol parmi les animaux dans leur habitat naturel. Brownmiller se livre à l'examen des systèmes de croyance généralisés voulant que les femmes victimes de viol ont mérité leur sort, comme l'ont évoqué Clinton Duffy et d'autres auteurs. Brownmiller aborde le thème du viol en temps de guerre, remet en question le concept freudien selon lequel les femmes vivent des fantasmes de viol et compare ce crime aux lynchages collectifs d'Afro-Américains par des hommes blancs. Cette comparaison vise à montrer par quels mécanismes le lynchage fut un temps considéré comme acceptable dans certaines communautés, qui ensuite ont changé de regard, avant que les législations n'évoluent à leur tour ; Brownmiller espère que le même mouvement va se développer concernant le viol.

## Accueil critique
D'après Kathryn Cullen-DuPont, Against Our Will a concouru à changer le regard et l'attitude de la société envers le viol. Cullen-DuPont déclare que le livre est cité parmi les causes ayant favorisé les évolutions législatives sur le viol, par exemple dans les codes pénaux des États qui exigeaient la présence d'un témoin dans les affaires de viol et qui autorisaient l'avocat des défendeurs à présenter devant la Cour, à titre de preuve, la vie sexuelle des victimes avant le viol. Dans The New York Times Book Review, Mary Ellen Gale écrit que l'ouvrage « mérite sa place aux côtés des rares livres traitant de problèmes sociaux qui nous obligent à regarder des relations que nous avons trop longtemps éludées, et qui changent la manière dont nous vivons ce que nous connaissons ». Dans la liste des livres du siècle de la New York Public Library, Against Our Will figure dans la catégorie « ascension des femmes ». Dans The New York Times, le critique Christopher Lehmann-Haupt écrit sur l'ouvrage une analyse largement positive, remarquant que Brownmiller « a rassemblé et classé une quantité immense d'informations pour proposer un instrument à plusieurs usages », qui offre un programme pour moderniser les lois relatives au viol ; il estime toutefois que le traitement réservé au viol en temps de guerre est détaillé et abrutissant à l'excès.
D'autres auteurs ont émis des critiques sur l'ouvrage. L'universitaire John Lauritsen (en) rejette Against Our Will, déclarant qu'il s'agit d'un « travail bâclé de bout en bout : d'une imprécision ridicule, réactionnaire, malhonnête et au style vulgaire ». Angela Davis soutient que Brownmiller a écarté le rôle des femmes noires dans le mouvement anti-lynchage (en) et que les écrits de Brownmiller sur le viol et la « race » sont devenus un « partenariat irréfléchi qui confine au racisme ». Les conclusions de Brownmiller sur les motivations des violeurs font l'objet de critiques de la part de l'anthropologue Donald Symons (en) dans son ouvrage The Evolution of Human Sexuality (en) (1979), ainsi que de Randy Thornhill (en) et Craig T. Palmer dans A Natural History of Rape (en) (2000). L'historien Peter Gay estime que le livre Against Our Will mérite sa place dans les débats féministes sur le viol mais que l'autrice ne rend pas justice à Sigmund Freud.
Pour la critique Camille Paglia, Against Our Will est un livre bien intentionné mais il constitue un exemple « des limitations propres aux préjugés de la classe moyenne blanche dans son appréhension des états et des actes émotionnels extrêmes ». L'écologiste comportementaliste John Alcock (en) écrit que, même si Brownmiller annonce qu'aucun zoologue n'a constaté de viol chez les animaux dans leur habitat naturel, il existait déjà des « preuves abondantes » d'accouplements forcés dans le règne animal en 1975 et que, depuis lors, la documentation sur ce comportement est encore plus fournie.